# آرون کیتچل
آرون کیتچل (به انگلیسی: Aaron Kitchell) سناتور سابق عضو حزب دموکرات-جمهوری‌خواه بود. وی در سال ۱۸۰۵ تا ۱۸۰۹ میلادی سناتور ایالت نیوجرسی در سنای ایالات متحده آمریکا بود.